# Édouard Lockroy
Édouard Lockroy (født 18. juli 1838 i Paris, død 22. november 1913 sammesteds) var en fransk politiker, søn af skuespilleren og senere dramatiske forfatteren Lockroy.
Han ville oprindelig være maler, fulgte 1860 med Alexandre Dumas til Sicilien under Garibaldis tog og derefter som tegner i 3 år med Renan på rejser til Østerland. Efter sin hjemkomst blev han medarbejder af flere radikale blade og var senere knyttet særlig til Rappel. Under Paris' belejring 1870—1871 førte han en bataillon af Nationalgarden og var med i flere kampe. I februar 1871 valgtes han til Nationalforsamlingen, sluttede sig straks til yderste venstre og stemte imod freden. Da Kommunens oprør begyndte i marts, var han blandt dem, der søgte at mægle mellem statens regering og hovedstadens nye styrelse; han nedlagde sit valgbrev, men høstede kun utak fra begge sider, idet han dømtes til døden i Paris og i 2 måneder holdtes fængslet af statens myndigheder. I juli 1871 valgtes han til Paris' byråd og 1873 på ny til Nationalforsamlingen og havde 1876—1909 stadig sæde i Deputeretkamret. Han stemte i reglen for de yderligste forslag, således 1878 for anklage mod de reaktionære ministre og 1882 for et fuldstændigt gennemsyn af forfatningen. Januar 1886—maj 1887 var han handelsminister og udvirkede blandt andet, at Eiffeltårnet blev rejst ved Verdensudstillingen. April 1888—februar 1889 var han undervisningsminister og endelig november 1895—april 1896 samt på ny juni 1898—juni 1899 marineminister; har særlig kæmpet for flådens udvidelse, hvilket blandt andet kom til syne i tvende flyveskrifter, La marine française et allemande (1904) og Le programme naval (1906). Desuden har han skrevet Ahmed le Boucher, la Syrie et l'Égypte au 18. siècle (1888) og M. de Moltke, ses mémoires et la guerre future (1891) og udgivet sin oldemoders erindringer, Un journal d'une bourgeoise pendant la Révolution (1881), og sin oldefaders, konventsmedlemmet Julliens Une mission en Vendée 1793 (1893). 